# Bank für Gemeinwohl
Die Bank für Gemeinwohl (BfG) war ein Projekt für die Etablierung einer ethischen und nachhaltigen Alternative am österreichischen Finanzmarkt, das seit 2008 von Aktivisten aus dem Umfeld von Attac Österreich betrieben wurde. Als Initiator gilt Christian Felber. Das Projekt scheiterte 2018 nach Nichterteilung einer Bankkonzession durch die österreichische Finanzmarktaufsichtsbehörde (FMA).

## Geschichte
Der Autor Christian Felber startete innerhalb von Attac Österreich eine Arbeitsgruppe, die 2010 ein Projektpapier „Demokratische Bank“ vorlegte. Erste Regionalgruppen fanden beim „Treffen der Regionen“ auf Schloss Goldegg in Salzburg zusammen.
Ab Mai 2011 konnte jeder Mitglied des „Vereins zur Förderung und Gründung einer Demokratischen Bank“ werden. Im August 2011 entwickelten 18 Personen die Bankstrategie sowie einen Businessplan. Ab Jänner 2013 übernahmen die beiden Projektleiter Markus Stegfellner und Ralf Widtmann Gespräche mit  Interessensgruppen (Einlagensicherungs-Verbände, Behörden, Gerichte, Wirtschaftsprüfer, Anwälte). Im August 2013 erhielt die Initiative einen neuen Namen: Projekt Bank für Gemeinwohl.

### Vorbereitungen
Am 30. April 2014 wurde die BfG Eigentümer/-innen- und Verwaltungsgenossenschaft gegründet. Der Österreichische Genossenschaftsverband (ÖGV) lehnte die Aufnahme ab, somit wurde die Genossenschaft am 18. Dezember 2014 als verbandsfreie Genossenschaft ins Firmenbuch eingetragen. Vorstände der Genossenschaft wurden Robert Moser und Christine Tschütscher.
Im Rahmen einer außerordentlichen Generalversammlung am 25. Februar 2016 wurde Peter Zimmerl zum neuen Vorstand der BfG-Genossenschaft gewählt.
Nach Beschluss in der Generalversammlung vom 1. Oktober 2016 wurde an der Umsetzung einer Gemeinwohl-Prüfung, einer Crowdfunding-Plattform, an der Kooperation mit Partnerbanken sowie an der Errichtung eines Zahlungsinstituts mit Gemeinwohl-Konto (als Vorstufe zu einer vollen Bankkonzession) gearbeitet.
Im April 2017 wurde die Akademie für Gemeinwohl eröffnet. Im Mai 2017 wurden die ersten Crowdfunding-Projekte der Öffentlichkeit zur Finanzierung angeboten. Sie hatten zuvor eine von der Genossenschaft entwickelte Gemeinwohlprüfung durchlaufen.

### Scheitern des Antrags
Im Juni 2018 lehnte die österreichische Finanzmarktaufsichtsbehörde (FMA) den Antrag der Bank für Gemeinwohl (BfG) Eigentümer- und Verwaltungsgenossenschaft auf Erteilung einer Konzession als Zahlungsinstitut ab. Der Vorstand erklärte, dass es 2015 nicht geschafft wurde, das Startkapital von 15 Millionen Euro für die Gründung einer Bank aufzubringen, auch die 6 Millionen Euro, um bei der FMA den Lizenzprozess zu starten, wurden nicht erreicht. Insgesamt wurden 4,2 Millionen Euro von 6.000 Genossenschaftern eingesammelt. 2016 wurde beschlossen, eine Lizenz als reines Zahlungsinstitut zu bekommen, dies sei mit der Ablehnung der FMA ebenfalls gescheitert. Im Juni 2018 teilte der Vorstand mit, dass vom eingesammelten Genossenschaftskapital noch rund ein Drittel vorhanden sei. Im September 2018 kam es im Rahmen einer außerordentlichen Generalversammlung zu einer Herabsetzung des Genossenschaftskapitals um 75 %, was für die etwa 6.000 Genossenschafter einen Verlust von insgesamt über 3 Mio. Euro des eingesetzten Kapitals bedeutete.